# Chiesa collegiata di San Giovanni Battista
La chiesa collegiata di San Giovanni Battista è la chiesa principale di Cantiano.

## Storia
La collegiata fu costruita in sostituzione dell'antica pieve di San Giovannino per accogliere degnamente la miracolosa immagine del Cristo legato alla colonna che, dal 1605 ininterrottamente dispensava grazie ai fedeli nella cappella campestre in località Colsecco e venne solennemente consacrata ed aperta al culto nel 1631 dal vescovo di Gubbio, Ulderico Carpegna. La chiesa, divenuta la principale del capoluogo, venne elevata a collegiata e dotata di un capitolo permanente composto da un arciprete che lo presiedeva e sei canonici (di cui un teologo, un penitenziere, un cerimoniere, un fabbricere e un camerlengo), con bolla pontificia di papa Alessandro VII del 17 gennaio 1661. Nel 1721 papa Clemente XI, nativo di Urbino, volle dare un'ulteriore distinzione al tempio, proclamandolo "Insigne Collegiata" con apposita bolla.

## Descrizione
Il complesso monumentale ha una pianta a croce latina, una sola imponente navata con volta a botte ornata di sei altari laterali, cupola ottagonale con lanterna, sovrastante il transetto, abside con altare centrale e coro ligneo, affiancata da due cappelle laterali, una per ciascun braccio del transetto, culminante esso stesso con un altare per lato.
La facciata a capanna realizzata in cotto umbro, con campanile sulla sinistra, è rimasta incompiuta rispetto all'imponente progetto dell'architetto Anton Francesco Berardi da Cagli che prevedeva due campanili simmetrici. Il Berardi è noto anche per le tante fabbriche che segue contemporaneamente nella città di Gubbio assieme a Carlo Murena (primo collaboratore del Vanvitelli).
Nell'ampio interno si segnalano diverse opere pregevoli di scuola umbro marchigiana. Tra queste, le pale d'altare del XVII secolo, raffiguranti la Vergine, san Girolamo e santi, un'Annunciazione ed una Natività di Maria, tutte e tre attribuite ai pittori di origine cantianese Francesco e Flaminio Allegrini, attivi nella seconda metà del Seicento anche a Roma come pittori della Corte pontificia.
Nel braccio sinistro del transetto vi è una pala d'altare, raffigurante San Carlo Borromeo ed attribuita al pittore veneto Claudio Ridolfi (1570-1644). Di fronte, nel transetto di destra, un'Ultima Cena di Ventura Mazza da Cantiano, allievo del Barocci (secolo XVII). Sempre attribuita a Claudio Ridolfi è la tela raffigurante la Traslazione della santa Casa di Loreto e sant'Andrea. Nell'altare della cappella Fabi, è posta una Vergine con Bambino detta della Misericordia, realizzata da Gaetano Lapis di Cagli (1706-1773) nel corso della prima metà del Settecento. Perla artistica di tutta la chiesa è però il pregevole tondo del XV secolo, raffigurante la Madonna detta del Cardellino. La squisita immagine rinascimentale della Vergine con Bambino e san Giovannino è racchiusa in una splendida cornice lignea, dorata a frutta e fogliame. Per secoli attribuita dalla critica ad Eusebio di Giacomo detto Eusebio di san Giorgio (1465-1539), è invece opera del suo maestro, Pietro Vannucci detto il Perugino (1450-1524), come ricorda una lapide all'interno della chiesa.
Notevoli sono anche un Crocefisso ligneo della fine del XVI secolo, lo splendido coro di noce nera con stalli intagliati datato 1721, opera delle maestranze locali, ed il pregevole organo - in cantoria sopra la porta centrale - opera di Giuseppe Greppi da Rimini datata 1672, restaurato ed ampliato da Andrea Feligiotti da Urbania nel 1805 (lo strumento è stato restaurato a regola d'arte dal cav. Alfredo Piccinelli nel 1997).
La sera del 29 ottobre 1980, il crollo improvviso di una capriata della navata centrale obbligavano la chiusura del tempio. Dopo cinque anni di restauri, opera instancabile della determinazione dell'allora arciprete, mons. Fausto Panfili, la notte di Natale del 1985, la Collegiata veniva riaperta al culto, con solenne messa presieduta dal vescovo di Gubbio Ennio Antonelli.
Alcune risistemazioni degli arredi dell'altare maggiore e del presbiterio, intervenute tra la fine della prima e l'inizio del secondo decennio del XXI secolo, ad opera dell'arciprete don Claudio Crescimanno, riportarono la Collegiata al suo antico splendore liturgico.
Scelte successive, volute dall'attuale parroco, hanno ripristinato il precedente impianto di arredi liturgici - come già concepito a seguito del Concilio Vaticano II - giacché, seppure possa risultare più aderente all'attuale ordinaria prassi del rito romano, appare oggettivamente meno attento e rispettoso delle caratteristiche storico-artistiche, teologiche e liturgiche in cui è stata concepita e arricchita, nel corso dei secoli, la chiesa principale del capoluogo.